# HD 119193
HD 119193，又名CD-50 7983，SAO 241098、HR 5152，是一颗恒星，视星等为6.41，位于銀經311.19，銀緯11.25，其B1900.0坐标为赤經13h 36m 38.8s，赤緯-50° 11.25′ 6″。